# Родина Фоскарі

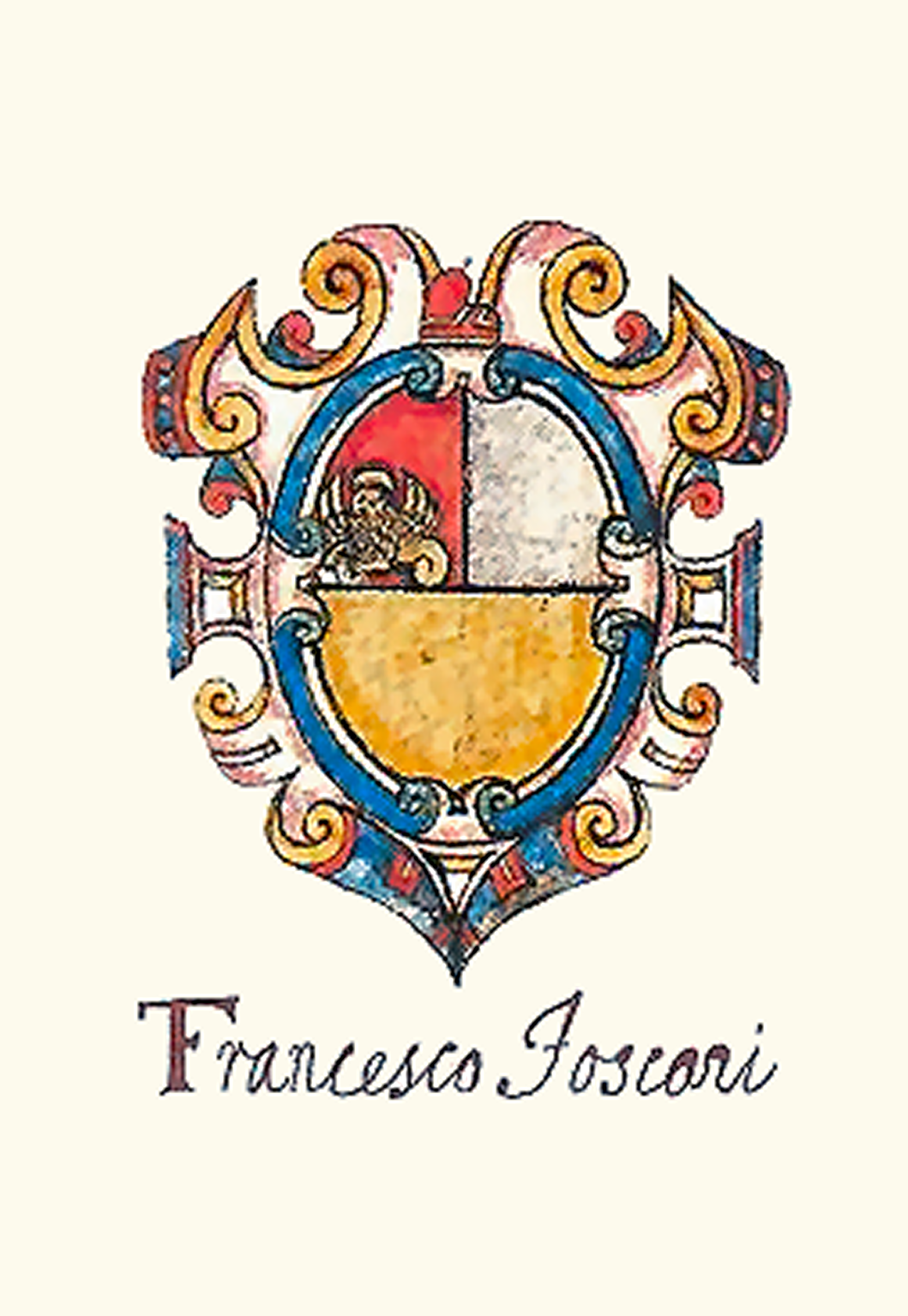
Герб Франческо Фоскарі

Фоскарі (італ. Foscari, італійська вимова: [ˈfoskari]) — знатна венеційська родина, що належала до патриціату і з якої походив дож Франческо Фоскарі.

## Історія
Родина Фоскарі вперше згадується у VIII столітті. Ймовірним місцем її походження було Местре, неподалік від Венеції. До самої Венеції вони переселились у 982 і з самого початку зайняли в ній чільне положення. Особливий ріст впливу Фоскарі пов'язаний із розширенням венеційських володінь у Латинській Романії. Так, вони були серед співволодарів Лемносу разом з родиною Наваджеро (Навагайозо) між 1207 і 1276. 30 квітня 1331 під час перебування у Пармі богемський король Йоан Люксембурзький надав Ніколо Фоскарі графський титул та зробив радником, секретарем і фаміліаром. Він затвердив надання Ніколо володінь Новента-Падована та Сан-Брузон-ді-Доло поблизу Падуї, а також Дзеларіно, за яким Фоскарі і були відомі до XVIII століття, як графи Дзеларіно. Франческо Фоскарі при одруженні у 1386 зі Стериною, дочкою деспота Арти Йоана Буа Шпати отримав 11 000 іперпірів та замок Драгоместо. Але вже у 1406 Драгоместо бв взятий Карло I Токко. Попри це, Фоскарі продовжували претендувати на землі у Етолії та Акарнанії — Драгоместо і Лепанто. У період правління дожа Франческо Фоскарі, племінника Франческо Фоскарі, володаря Драгоместо питання щодо прав на цей замок було одним з найважливіших у відносинах з Карло II Токко. Той пообіцяв за 1 700 дукатів відібрати Драгоместо у свого двоюрідного брата Ерколе Токко і передати Філіппо Фоскарі, синові Франческо Драгоместського. Але свою обіцянку Карло не виконав, хоча і відібрав володіння Ерколе.
Після володарювання Франческо Фоскарі вплив цієї родини у Венеції падає, хоча вона залишається заможною. Так брати Альвізе і Ніколо Фоскарі придбали маєток у Мірі та збудували віллу за проектом Андреа Палладіо між 1558 і 1560. У Венеції Фоскарі, серед іншого, належав Ка' Фоскарі.